# NGC 750
NGC 750 est une (vaste ?) galaxie elliptique située dans la constellation du Triangle. NGC 750 a été découverte par l'astronome germano-britannique William Herschel en 1784.

## Caractéristiques
Sa vitesse par rapport par rapport au fond diffus cosmologique est de 4 915 ± 20 km/s, ce qui correspond à une distance de Hubble de 72,5 ± 5,1 Mpc (∼236 millions d'al).
À ce jour, 11 mesures non basées sur le décalage vers le rouge (redshift) donnent une distance de 53,764 ± 20,537 Mpc (∼175 millions d'al), ce qui est à l'intérieur des valeurs de la distance de Hubble. Notons cependant que c'est avec la valeur moyenne des mesures indépendantes, lorsqu'elles existent, que la base de données NASA/IPAC calcule le diamètre d'une galaxie et qu'en conséquence le diamètre de NGC 750 pourrait être d'environ 52,7 kpc (∼172 000 al) si on utilisait la distance de Hubble pour le calculer.

## Groupe de NGC 777
NGC 750 fait partie du groupe de NGC 777. Ce groupe comprend au moins 14 galaxies, dont NGC 751, NGC 761, NGC 777, NGC 783, NGC 785 et NGC 789.
NGC 750 et NGC 751 forment une paire de galaxies en interaction gravitationnelle.